# Vera (Santa Fe)
Vera – miasto w Argentynie w prowincji Santa Fe.
W 2010 roku miasto liczyło 19,1 tys. mieszkańców.